# コトモノマルシェ
COTOMONO MARCHE コトモノマルシェは狛江市に本社を置く株式会社storytellerが企画運営するハンドメイドアクセサリー小売業とする企業である。

## 沿革
1. 2012年-渋谷区恵比寿にて創立。
2. 2014年-渋谷区千駄ヶ谷へ移転。
3. 2017年-狛江市へ本社ビル建築。
4. 2018年-狛江市にて本社移転。

## 店舗
2019年現在、全国30店舗を展開。主にルミネグループパルコ・アミュプラザ東急プラザ・大丸松坂屋百貨店阪神阪急百貨店など駅ビルを中心に出店している。ECなどでの販売は行っていない。婦人服メーカーのnano universe（ナノ・ユニバース）とのコラボイベントが話題